# Jan Caubergs
Jan Caubergs (Koersel, 18 oktober 1930 - Genk, 6 oktober 2023) was een Belgisch volksvertegenwoordiger en Vlaams volksvertegenwoordiger.

## Levensloop
Caubergs werd beroepshalve zelfstandig tuinier.
Hij engageerde zich bij de Vlaamse Beweging en werd gewestelijk secretaris van het IJzerbedevaartcomité in Beringen. In 1960 was hij stichtend voorzitter van de Volksunie-afdeling in Koersel, wat hij bleef tot aan de fusie met Beringen in 1976. In 1976 werd Caubergs verkozen tot gemeenteraadslid van Beringen, waar hij van 1983 tot 1989 schepen was.
In 1989 stapte hij over naar het Vlaams Blok en van 1989 tot 1992 was hij voorzitter van de Vlaams Blok-afdeling van het arrondissement Hasselt. Van 1991 tot 1995 zetelde hij voor dit arrondissement in de Kamer van volksvertegenwoordigers. In de periode januari 1992 tot en met mei 1995 had hij als gevolg van het toen bestaande dubbelmandaat ook zitting in de Vlaamse Raad, de voorloper van het huidige Vlaams Parlement. Bij de eerste rechtstreekse verkiezingen voor het Vlaams Parlement van 21 mei 1995 werd hij verkozen in de kieskring Hasselt-Tongeren-Maaseik. Hij bleef Vlaams Parlementslid tot in juni 1999.
In augustus 1996 nam hij ontslag bij het Vlaams Blok, uit onvrede met de incidenten die plaatsvonden op de IJzerbedevaart en een Vlaams Bloksignatuur droegen. Ook vond hij dat de partij zich te veel focuste op het migrantenthema. Vanaf dan zetelde hij als onafhankelijk parlementslid. 
Caubergs overleed op 6 oktober 2023 op 92-jarige leeftijd.